# Joy Sunday
Joy Sunday, född i Staten Island, New York, är en amerikansk skådespelare.
Sunday har bland annat medverkat i Wednesday där hon spelade Bianca Barclay, en av seriens huvudpersoner. Hon kommer även medverka i komediserien DTF St. Louis där hon spelar Jodie Plumb, en av serien huvudpersoner.

## Filmografi (i urval)
- 2022–2025 – Wednesday (TV-serie)
- 2026 – DTF St. Louis (TV-serie)